# Cladonia spiculata
Cladonia spiculata är en lavart som först beskrevs av Erik Acharius och som fick sitt nu gällande namn av Teuvo Ahti. 
Cladonia spiculata ingår i släktet Cladonia och familjen Cladoniaceae. Inga underarter finns listade i Catalogue of Life.